# Muzeum Złej Sztuki
Muzeum Złej Sztuki (ang. Museum of Bad Art, MOBA) – prywatne muzeum, którego motto brzmi „rozsławiać wysiłki artystów, których prace nie zostałyby odpowiednio docenione i wystawione na żadnym innym forum”. Muzeum ma dwa oddziały, jeden w Dedham w stanie Massachusetts, drugi w pobliżu Somerville. Ogółem w kolekcji muzeum znajduje się ponad 500 eksponatów „sztuki zbyt złej, by przejść obok niej obojętnie”, a na wystawach prezentowanych jest jednorazowo od 25 do 35 prac.
MOBA powstało w 1994 z inicjatywy antykwariusza Scotta Willsona i jego przyjaciół, którzy po tym jak Willson pokazał im znaleziony przy śmietniku obraz, zasugerowali stworzenie kolekcji. W domu jednego z przyjaciół Willsona zaczęli organizować wystawy, które w ciągu roku zyskały na popularności do tego stopnia, że kolekcja trzeba było przenieść w inne miejsce. Na nową siedzibę muzeum wybrano podziemia kina w Dedham. W 1995 współtwórca projektu, Jerry Reily, tak mówił o przesłankach, które zdecydowały o utworzeniu muzeum: „W każdym mieście jest co najmniej jedno muzeum poświęcone wybitnej sztuce, natomiast MOBA to jedyne muzeum, które zajmuje się kolekcjonowaniem i prezentowaniem tego, co w sztuce najgorsze”. Aby trafić do kolekcji MOBA, praca musi być oryginalna, a intencje autora poważne i szczere. Inne kryteria to ewidentne niedociągnięcia i nietuzinkowość prac. Właściciele muzeum nie są zainteresowani wystawianiem tworzonego z rozmysłem kiczu.
MOBA figuruje w przewodnikach turystycznych jako jedno z ciekawych miejsc, które warto zobaczyć w Bostonie. Stało się też inspiracją dla tworzenia podobnych kolekcji na całym świecie. Pisały o nim także międzynarodowe gazety i magazyny. Deborah Solomon, dziennikarka z The New York Timesa zauważa, że zainteresowanie, jakim cieszy się Muzeum Złej Sztuki, jest częścią rozwijającego się trendu prezentowania „najlepszych z najgorszych dzieł sztuki”. Muzeum spotykało się z zarzutami propagowania antysztuki, jednak założyciele stanowczo temu zaprzeczają, argumentując, że kolekcja stanowi hołd dla artystów, którzy trwają w sztuce mimo popełnianych błędów. Marie Jackson mówi: „Jesteśmy po to, by celebrować prawo artysty do godnych potknięć”.

## Historia
Muzeum Złej Sztuki powstało w 1994 z inicjatywy antykwariusza Scotta Willsona, a zainspirował go znaleziony przy śmietniku obraz, który dziś jest znakiem rozpoznawczym muzeum. Kiedy Willson szedł ulicą w dzielnicy Rosalindale w Bostonie i zobaczył wystające spomiędzy dwóch kubłów dzieło, zainteresowany był właściwie tylko ramą. Jednak gdy pokazał obraz swojemu przyjacielowi, Jerry’emu Reilly’emu, ten zapragnął mieć jedno i drugie. Powiesił „Lucy” w domu, a przyjaciół zachęcał do gromadzenia podobnych perełek. Później poinformował Willsona o wszystkich zdobyczach. Kiedy Willson sam wszedł w posiadanie kolejnego „równie uroczego” dzieła i pokazał je Reilly’emu, zadecydowali, że to już początek kolekcji. Reilly wraz żoną, Marie Jackson, w piwnicy swojego domu zorganizowali wystawę dotychczas zebranych dzieł i nadali jej żartobliwy tytuł: „Otwarcie Muzeum Złej Sztuki”.
Wystawy dzieł zebranych przez Willsona, Reilly’ego, Jackson i innych organizowano regularnie; wkrótce okazało się, że dom Reilly’ego i Jackosn w West Roxbury nie wystarcza potrzebom kolekcji. Wieść o tej wyjątkowej kolekcji rozprzestrzeniała się, ale jak mówi Louise Reilly Sacco (Tymczasowo Stały p.o. Dyrektor MOBA, ang. Permanent Interim Acting Director), sprawy naprawdę wymknęły się spod kontroli, gdy pewnego dnia wystawę odwiedziła zorganizowana wycieczka emerytów.
W 1995 roku wystawę przeniesiono do podziemi kina Dedham Community Theatre, budynku, którego stan w 2004 roku opisywano jako „ruderowaty”. Godziny otwarcia muzeum w Dedham nie są sprecyzowane, otwarte jest wtedy, gdy otwarty jest teatr. Jak opisuje dziennik „The Boston Globe”, kolekcja zajmuje dogodne miejsce zaraz przy wejściu do męskiej toalety, skąd dobiegają różne zapachy i odgłosy, a ciągłe spłukiwanie wody, jak zauważa „South China Morning Post”, z pewnością gwarantuje odpowiednią wilgotność powietrza.
Na początku działalności muzeum organizowało wystawy objazdowe. Jedną z nich, zatytułowaną „Leśna gala galerii” (ang. Art Goes Out the Window–The Gallery in the Woods), zorganizowano na półwyspie Cape Cod, a prace umieszczono w lesie, na drzewach. Nastroju podczas imprezy dopełniała odpowiednio dobrana okropna muzyka. Inna wystawa, „Na fali złej sztuki” (ang. Awash in Bad Art) składała się z 18 obrazów owiniętych folią do żywności, które przepuszczono przez automatyczną myjnię samochodową. Marie Jackson, była dyrektor ds. interpretacji estetycznej, zaznacza, że „wśród obrazów poddanych zabiegowi nie było akwareli”. MOBA prezentuje zbiory także w ramach cyklicznych wystaw tematycznych. Na wystawie z 2003 roku, zatytułowanej „Dziwy natury” (ang. Freaks of Nature), można było zobaczyć szereg „krajobrazów, które nie wyszły”. W 2006 roku, kiedy w Museum of Fine Arts w Bostonie zakończyła się wystawa porterów autorstwa Davida Hockneya, MOBA na otarcie łez zaprezentowało perełki ze swoich zbiorów, na wystawie „Huknięte portrety” (ang. Hackneyed Portraits). W tym samym roku powstał cykl „To co nie leży w naturze natury” (ang. Nature Abhors a Vacuum and All Other Housework).
W 2008 roku, w Somerville Theatre, został otwarty drugi oddział muzeum, a kolekcję umiejscowiono w sąsiedztwie damskich i męskich toalet. Wstęp do nowo powstałej galerii nie jest darmowy, tak jak w Dedham, chyba że przy jednoczesnym zakupie biletów do kina. Jak mówi Sacco, MOBA chce „wyruszyć w trasę ze złą sztuką”. W galerii Akademii Sztuk Pięknych w Beverly zorganizowano wystawy pod hasłem „Jasne kolory/ciemne emocje” (ang. Bright Colors / Dark Emotions) i „Wiedz, co lubisz, maluj, co czujesz” (ang. Know What You Like / Paint How You Feel). Prace kolekcji MOBA wystawiano także w muzeach w Wirginii, Ottawie i Nowym Jorku.
W lutym 2009 roku MOBA przyłączyło się do akcji pomocy dla Rose Art Museum funkcjonującego przy Uniwersytecie Brandeisa. Ze względu na złą sytuacji finansową tego drugiego, do której przyczynił się kryzys lat 2007–2009 oraz inwestycje darczyńców muzeum w piramidę Madoffa, rozważało ono sprzedaż arcydzieł ze swoich zbiorów. Michael Frank, muzyk i kustosz MOBA, wystawił wtedy na aukcję internetową obraz autorstwa Deborah Grumet, „Studies in digestion”, ukazujący układ trawienny w czterech odsłonach. W ofercie kup teraz obraz można było nabyć za 10 000 dolarów, pierwsza oferta w licytacji wyniosła 24,99 dolara, a ostatecznie dzieło sprzedano za 152,53 dolara. MOBA cały niewielki zysk z aukcji przekazała Rose Art Museum, przy czym aukcja przyniosła rozgłos obu instytucjom.

## Kradzieże
Kradzież dwóch eksponatów z kolekcji MOBA przykuła uwagę mediów i podniosła rangę muzeum. W 1996 roku z MOBA zniknął obraz „Eileen” autorstwa R. Angelo Le. Charakterystyczną cechą tego dzieła, które trafiło do kolekcji MOBA wprost z kubła na śmieci, jest rozdarcie w płótnie od ciosu nożem, które według muzeum „dodaje jeszcze większej dramaturgii już i tak bardzo wymownemu dziełu”.
Za odnalezienie „Eileen” muzeum wyznaczyło nagrodę w wysokości 6,50 dolara, którą później zwiększono do 36,73 dolara, ale mimo to dzieło przepadło na lata. Bostońska policja zakwalifikowała zdarzenie jako drobną kradzież, a Sacco miała powiedzieć, że nie widzi związku pomiędzy zniknięciem „Eileen” a notorycznymi włamaniami do słynnego Muzeum Isabeli Stewart Gardner, które miały miejsce w latach 90. W 2006 roku, 10 lat po zaginięciu „Eileen”, rzekomy sprawca kradzieży skontaktował się z MOBA, żądając 5000 dolarów okupu za zwrot obrazu. Mimo braku reakcji ze strony muzeum, obraz i tak zwrócono.

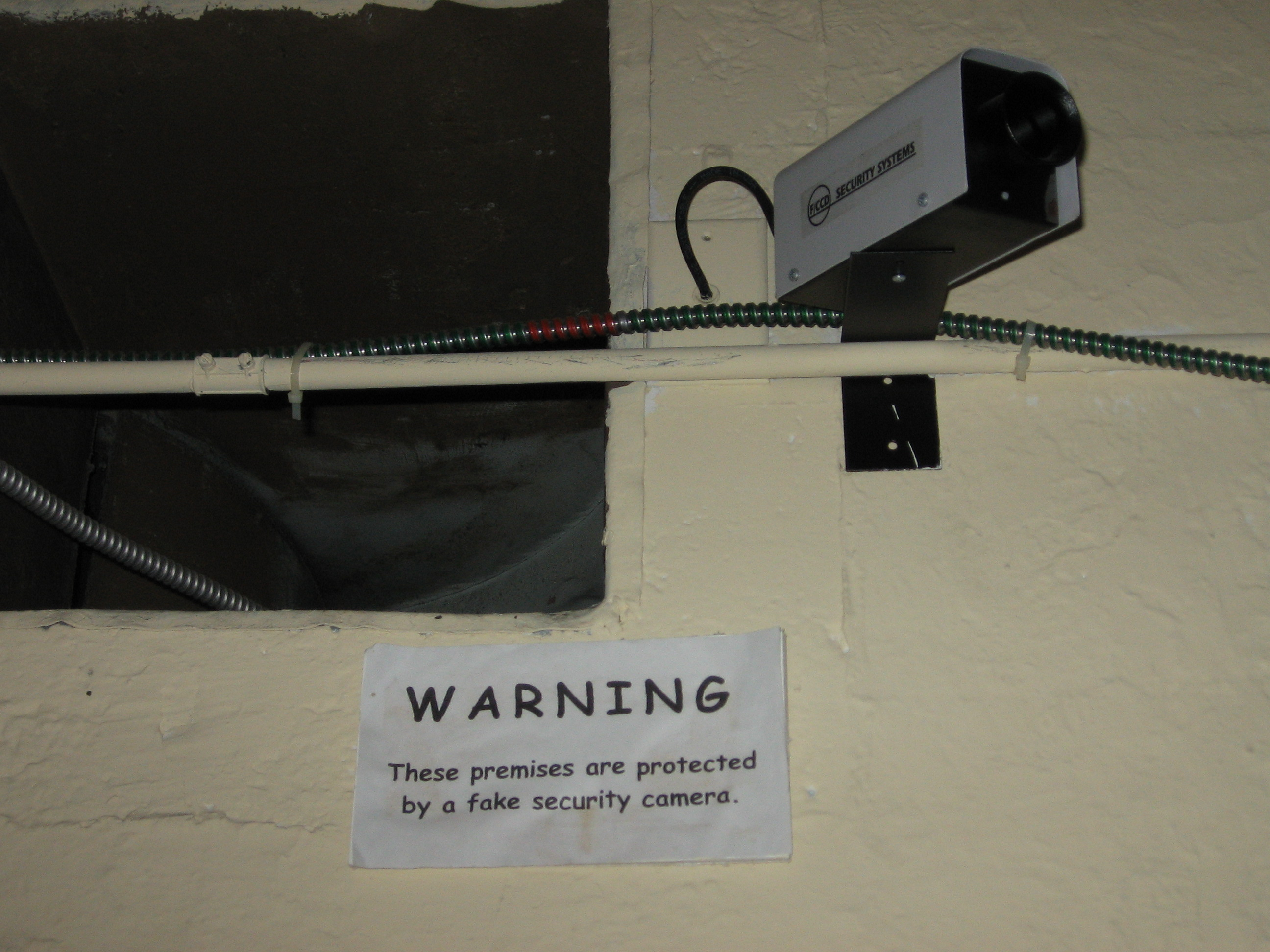
Atrapa kamery monitorującej w oddziale MOBA w Dedham

Po doświadczeniach z kradzieżą „Eileen” w oddziale MOBA w Dedham zainstalowano atrapy kamer wideo i umieszczono ostrzeżenie: „Uwaga. Obiekt monitorowany przez atrapy kamer wideo”. Mimo podjęcia takich środków ostrożności w 2004 roku ze ściany muzeum zniknął kolejny obraz. Był to autoportret „Rebeka Harris jako rynna” (ang. Self Portrait as a Drainpipe). Na miejscu obrazu złodziej zostawił kartkę z żądaniem 10 dolarów okupu, zapomniał jednak podać jakichkolwiek danych kontaktowych. Wkrótce jednak obraz został zwrócony, a wraz z nim prekazano dziesięciodolarową dotację na rzecz muzeum. Kustosz MOBA, Michael Frank, spekuluje, że złodziejowi z pewnością trudno było sprzedać obraz, bo „poważne instytucje nie wdają się w rozmowy z kryminalistami”.

## Standardy kolekcji
Mimo że MOBA zajmuje się „sztuką zbyt złą, by przejść obok niej obojętnie”, w muzeum obowiązują ścisłe standardy i wytyczne, co do przyjmowania nowych eksponatów. Marie Jackson mówi: „9 na 10 prac odpada, bo nie są wystarczająco złe. Samo przekonanie artysty o marności jego dzieła nie wystarcza, aby sprostać naszym niskim wymaganiom”. We wstępie do „Muzeum złej sztuki. Najlepsze prace” czytamy, że najważniejszym kryterium decydującym o włączeniu dzieła do kolekcji jest autentyczne dążenie autora do stworzenia czegoś znaczącego. Brak zdolności artystycznych nie jest wymagany. Dzieło aspirujące o miejsce w kolekcji powinno przede wszystkim reprezentować sobą «żałosny widok» lub, jak ujmuje to Ollie Hallowell, honorowy kustosz muzeum, powinien prezentować jakość rodzaju: «O mój Boże».
Brak nudy stanowi kolejne ważne kryterium przy wybieraniu nowych eksponatów do kolekcji MOBA. Michael Frank podkreśla, że muzeum nie interesują prace komercyjne, jak np. „Psy grające w pokera”. Frank mówi: „Kolekcjonujemy prace, które z założenia naprawdę miały być wspaniałe, ale po drodze coś nie wyszło, czy to ze względu na jakość wykonania, czy na podjętą tematykę”. Montserrat College of Art posłużył się wystawą MOBA, aby uzmysłowić studentom, że szczerość w sztuce i czystość intencji wciąż mają znaczenie.
Muzeum chętnie przyjmuje ofiarowywane prace, jeśli spełniają niskie wymagania MOBA. W niektórych obrazach widać, że artysta chce wyrazić bardzo wiele emocji, jednak ma ograniczone umiejętności. Takim dziełom MOBA poświęciło osobną wystawę zatytułowaną „Po prostu nie mogę przestać!” (ang. I Just Can’t Stop), która cieszyła się zainteresowaniem lokalnych mediów i telewizji CNN. Inni artyści, zaawansowani technicznie, próbują eksperymentować z tematyką swoich dzieł, co również nie zawsze dobrze się kończy. Michael Frank przyrównuje prace MOBA do sztuki marginesu, sztuki art brut, i rzeczywiście, gdy prace niektórych artystów MOBA wystawiane są w innych galeriach, to właśnie jako sztuka marginesu. Dean Nimmer, profesor z Massachusetts College of Art (który nosi tytuł naczelnika MOBA ds. dobrego smaku) zauważa podobieństwa w funkcjonowaniu MOBA do innych instytucji: „MOBA posługuje się modelem muzeum sztuk pięknych i stosuje te same kryteria, z tym że do złej sztuki. Tak jak inne muzea deklarują, że ich specjalnością są sztuka instalacji, obrazy realistyczne albo neopostmodernizm, MOBA wybrało złą sztukę”.
MOBA nie kolekcjonuje prac wykonanych przez dzieci ani tak zwanej sztuki podrzędnej jakości, kiczu, obrazów malowanych według szablonów kolorów i liczb lub produkowanych seryjnie, w tym także prac tworzonych z myślą o turystach. Muzeum nie interesują także wyroby rękodzielnicze, takie jak hafty krzyżykowe wykonywane według wzornika. Kustosze MOBA uważają, że dla tego typu prac właściwszym miejscem byłyby instytucje, takie jak „Muzeum wątpliwego smaku”, „Międzynarodowa kolekcja tandety” lub „Narodowa skarbnica elementów niedekoracyjnych”.
Muzeum spotkało się z oskarżeniami o umniejszanie wartości sztuki i wyśmiewanie prac, w które ktoś włożył sporo wysiłku i serca. Scott Willson utrzymuje jednak, że kolekcja MOBA to pochwała entuzjazmu artystów. Myśl tę rozwija Marie Jackson, mówiąc: „Uważam, że to doskonała zachęta dla osób, które chcą tworzyć, ale nie mają odwagi lub brakuje im pewności siebie. Po obejrzeniu prac w naszym muzeum przekonują się, że nie ma się czego bać i po prostu trzeba próbować”. Podobną opinię wyraża Louise Reilly: „Jeżeli z czegoś się wyśmiewamy, to raczej ze społeczności świata sztuki, a nie z samych artystów. MOBA to przecież prawdziwe muzeum. Ma już 10 lat, 6000 osób na liście mailingowej i uznanie na całym świecie”. Kustosze utrzymują, że wystawienie prac w MOBA jest korzystne dla obu stron; artysta zyskuje rozgłos, a muzeum nowy eksponat. W artykule opublikowanym w 1997 w Chicago Tribune czytamy, że żaden z artystów, którzy przyznali się do popełnienia prac wystawianych w MOBA, nie czuł się urażony.
MOBA zawdzięcza posiadanie wielu eksponatów darowiznom, często przekazywanym przez samych twórców. Inne prace pochodzą z przydomowych wyprzedaży, lub ze sklepów z artykułami z drugiej ręki. Związek Śmieciarzy z Cambridge w stanie Massachusetts także przekazał kilka ciekawych prac, ratując je tym samym od zniszczenia. Niekiedy zdarza się, że MOBA kupuje obrazy. Swego czasu muzeum wyznawało zasadę: „nie więcej niż 6,50 dolara za obraz”. Z czasem się to zmieniło i za dzieła szczególnej wartości zapłacono nawet dwa lub trzy razy tyle. Prace, które okażą się niegodne kolekcji muzeum, stanowią kolekcję odrzutów i podlegają aukcjom.

## Wybrane eksponaty
Każdy obraz w MOBA oznaczony jest tabliczką, na której podano dane autora, wymiary płótna, zwięzły opis zastosowanych środków wyrazu wraz z krótką analizą symboliki i intencji autora, oraz informacje o tym, jak dzieło trafiło do muzeum. „Museums Journal” zauważa, że rozważania interpretacyjne na tabliczkach mogą przyprawić większość zwiedzających o niekontrolowane ataki śmiechu. Początkowo pisaniem komentarzy zajmowała się Marie Jackson, aż do czasu, kiedy nastąpiło wyjałowienie personelu interpretacyjnego. Wtedy rolę tę przejęli Michael Frank i Louise Reilly Sacco.

### „Lucy in the Field with Flowers” („Lucy na łące z kwiatami”)
„Lucy in the Field with Flowers” (autor nieznany, obraz olejny znaleziony przy śmietniku w Bostonie), to obraz, który zapoczątkował kolekcję MOBA; mówi się o nim, że: „to potężne dzieło, które będzie cieszyć się uznaniem pokoleń”. Obraz wyznacza standard, z którym zestawiane są dzieła aspirujące do miejsca w kolekcji.
Według Kate Swoger z „Montreal Gazette” Lucy to cudowna pomyłka: „Starsza pani tańcząca na bujnej łące, jej zwiotczałe piersi falują na wietrze. Jedną ręką zdaje się podtrzymywać pod pupą czerwone krzesło, druga wsparta jest na kuli z bukietu stokrotek”. Inny dziennikarz, Cash Peters, oferuje mniej kwiecisty opis: „Stara baba z przyklejonym do tyłka krzesłem”.
Tabliczka pod obrazem głosi: „Ten ruch, to krzesło, te falujące na wietrze piersi, subtelność kolorytu nieba, ten wyraz twarzy – to wszystko tworzy niezwykły, wspaniały portret, każdy szczegół zdaje się krzyczeć: arcydzieło!” The Times opublikował komentarz pozostawiony przez jednego ze zwiedzających, traktujący o „niekończących się warstwach tajemnic, które kryje w sobie obraz: Dlaczego ciało niewinnej staruszki ma głowę Normana Mailera i czy nad wzgórzami w tle widzimy wrony, czy samoloty F16?”.
Do grona fanów MOBA dołączyła nawet wnuczka „Lucy”, Susan Lawlor, pielęgniarka z Bostonu. Kiedy zobaczyła „Lucy” w gazecie, rozpoznała swoją babcię, Annę Lally Keane (1890–1968). Obraz powstał na zlecenie matki Susan i przez wiele lat można znajdował się w domu jej ciotki. Lawlor mówi: „Z twarzy jest bardzo podobna, ale wszystko inne jest bardzo dziwne. Wygląda jakby miała tylko jedną pierś. Nie wiem o co chodzi z rękami i nogami, nie wiem też skąd wzięły się kwiatki i żółte niebo.”

### „Sunday on the Pot with George” („Niedziela z George’em na klopie”)
„Sunday on the Pot with George” (akryl na płótnie, autor nieznany, ofiarował Jim Schulman) – Bella English z „The Boston Globe” uważa, że ten obraz to „ikona muzeum”, która według dziennikarki daje „100% gwarancję wybuchu śmiechem”

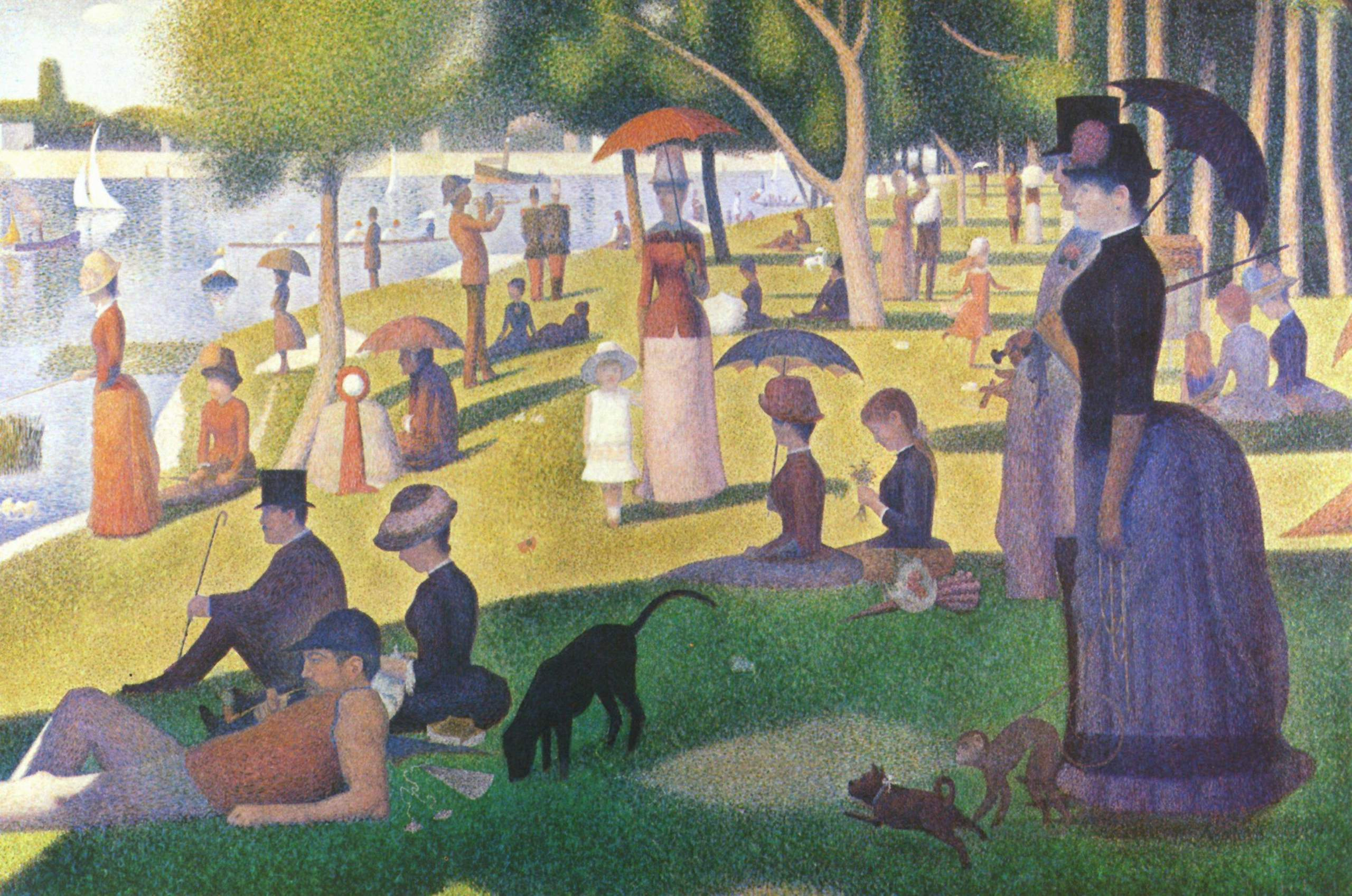
„Niedzielne popołudnie na wyspie Grande Jatte”, Georges Seurat

Scott Wilson uważa, że obraz to doskonały przykład dzieła świadczącego o technicznym kunszcie artysty, jednak podejmowana tematyka jest może codzienna, ale raczej niespotykana w malarstwie. Obraz ten, namalowany techniką puentylizmu, jaką posługiwał się m.in. Georges Seurat, przedstawia korpulentnego mężczyznę w slipach, siedzącego na nocniku. Wśród krytyków pojawiają się głosy, że pointylizm obecny w tym dziele może być raczej wynikiem zbyt długiego przesiadywania artysty przed telewizorem. Tytuł obrazu nawiązuje do musicalu Sunday in the Park with George, natomiast Amy Levin postrzega „George’a” jako parodię obrazu „Niedzielne popołudnie na wyspie Grande Jatte”. Redakcja magazynu „Annals of Improbable Research”, który jest także pomysłodawcą nagrody Antynobla, dopatruje się w George’u osoby Johna Ashcrofta, byłego prokuratora generalnego Stanów Zjednoczonych.
Jeden ze zwiedzających był tak poruszony widokiem „George’a”, że czuł się zobowiązany wyrazić swoją wdzięczność dla MOBA za wystawienie obrazu w piwnicy kina w Dedham: „Kiedy podziwiałem obraz, ktoś przemknął do łazienki i zaczął głośno sikać. Odgłos moczu uderzającego o muszlę sprawił, że obraz jakby ożył, a kiedy na koniec, za sprawą pociągnięcia spłuczki, rozbrzmiał szum wody, płakałem…”. Tabliczka z opisem obrazu stawia zmuszające do refleksji pytania: „Czy w wirującej mgle George’owi uda się zrzucić dręczący go ciężar?”. Zastanawiający jest też fakt, że w tej puentylistcznej pracy z zadziwiającą precyzją namalowany jest szew przy krawędzi ręcznika, natomiast stopom postaci artysta nie poświęcił już zbyt wiele uwagi.

### „Juggling Dog in Hula Skirt” („Żonglujący pies w hawajskiej spódniczce”)
Obok puentylistycznego impresjonizmu „George’a” w muzeum można zobaczyć także obraz, który, jak ujmują to pracownicy MOBA, jest „świetnym przykładem pracochłonnego bezpuentyzmu”. Jeden z eksponatów w kolekcji MOBA, obraz „Żonglujący pies w hawajskiej spódniczce” (tempera i akryl na płótnie, otrzymane od autorki) autorstwa Mari Newman, stał się źródłem inspiracji dla następującego komentarza: „Możemy się tylko zastanawiać, co opętało artystkę do sportretowania psa ubranego w spódniczkę hawajską, żonglującego kośćmi”. MOBA docenia jednak wszystkie aspekty sztuki, a tajemniczość jest jednym z nich.
Newman, profesjonalna malarka z Minneapolis, stara się rozwiać wątpliwości kuratorów MOBA, opisując proces powstawania obrazu. Jako biedna studentka sztuki kupiła używane płótno i nie była do końca pewna jak zagospodarować przestrzeń takich wymiarów. Motyw jamnika zainspirowany był kreskówką, ale dla lepszego efektu Newman musiała domalować spódniczkę hawajską, jaką widziała w gazecie i kolorowe kości dla psów, które podejrzała w sklepie zoologicznym. W liście do MOBA Newman pisze: „Już miałam to wyrzucić, kiedy usłyszałam o was. Po latach unicestwiania nieudanych prac żałuję, że nie zachowałam ich dla was”.

### Tematyka i próby interpretacji
Pisarz-podróżnik Cash Peters wyróżnia 6 cech wspólnych dla wielu prac MOBA. Po pierwsze, przejawia się w nich brak umiejętności malowania kończyn górnych i dolnych. Postacie malowane są więc w taki sposób, że ich ręce lub nogi nie mieszczą się na płótnie, dłonie skrywane są przez zbyt długie rękawy, a stopy zawsze odziane są w buty, nawet jeśli kontekst zdecydowanie butów nie wymaga. Po drugie, Peters uważa, że artyści MOBA za bardzo wzięli sobie do serca powiedzenie, że mistrzowie krajobrazu, jak Rembrandt i William Turner „z pewnością mogliby malować zamkniętymi oczami”, z tym, że ci jednak mniej zdolni poszli o krok dalej i rzeczywiście malowali po omacku. Jak inaczej wytłumaczyć bowiem fakt, że niebo na ich obrazach mieni się wszystkimi barwami oprócz niebieskiej, elementy flory nie mają swoich odpowiedników w przyrodzie, natomiast przedstawiciele fauny są zawsze umieszczani tak daleko w tle, że nie sposób zidentyfikować ich przynależności gatunkowej. Po trzecie, Peters wylicza brak konsekwencji w stosowaniu perspektywy, której czasem trzeba szukać w obrębie tej samej pracy, a innym razem w odniesieniu jednego obrazu do drugiego. Czwarta obserwacja Petersa dotyczy trudności, jaką artystom MOBA przysparza malowanie nosów: niezliczone próby i poprawki, a co za tym idzie nakładane na siebie wciąż nowe warstwy farby, nadają dziełom charakter niemal trójwymiarowy.Po piąte, niezbyt utalentowani artyści lubią mieszać środki wyrazu: jeżeli coś jest nie tak, sięgną po klej i uzupełnią dzieło piórkami, świecidełkami lub włosami. Według Petrsa, artyści ci wiedzą, ze ich prace nie są najlepsze, ale z jakiegoś powodu wydaje im się, że to co może je uratować, to dorysowanie małpy lub pudla.
Od 2008 roku MOBA prowadzi eksperyment, w ramach którego zwiedzający mają możliwość stworzenia opisu prac lub nadania im tytułu. Kuratorzy muzeum są przekonani, że ich zbiory są tak wyjątkowe, że zwykła interpretacja nie wystarczy – obrazy MOBA muszą być „zinterpretowane”. MOBA stworzyło „Kolekcję dla Gościnnych Interpretatorów”, aby umożliwić zwiedzającym podzielnie się refleksją na temat szczególnych dla nich prac. Co dwa miesiące konkurs rozstrzyga, która analiza jest najlepsza, i ta trafia na tabliczkę pod obrazem. Oto refleksja dodana przez wykładowcę Uniwersytetu Bostońskiego: „Zarówno umiejscowienie kolekcji, jak i same zbiory sugerują oddanie sprawom nędznym i błahym oraz wiarę w potęgę tego wszystkiego, co przez kulturę zostało zmarginalizowane. Podczas zwiedzania uświadomiłem sobie także, że w domu właśnie skończyła się kostka toaletowa i muszę po drodze wstąpić do sklepu”.

## Znaczenie MOBA
O Muzeum Złej Sztuki pisano w wielu publikacjach, w przewodnikach o Bostonie, gdzie muzeum figuruje jako jedna z nietypowych atrakcji. Muzeum stało się inspiracją do utworzenia podobnych kolekcji w Ohio, Seattle i Australii. Prace MOBA zainspirowały grupę teatralną „The Commedia Beauregard” z Minneapolis do stworzenia przedstawień jednego aktora na podstawie wybranych prac. Sztuki wystawiono w styczniu i lutym 2009 roku w spektaklu pt. „Master Works: The MOBA Plays” chętnie odwiedzanego przez widzów.

### Reakcje na złą sztukę

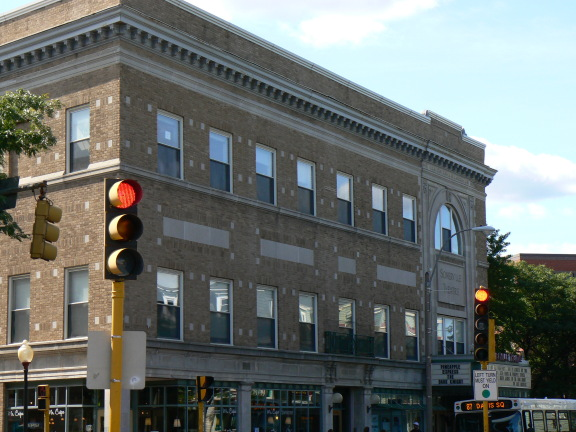
Budynek kina w Somerville, w którego piwnicy znajduje się galeria MOBA.

Niektórzy uważają, że sukces MOBA odzwierciedla to, jak dzisiejsze społeczeństwo postrzega sztukę. Prace MOBA opisywano jako „niechcący przezabawne”, podobnie jak filmy Eda Wooda. Zarówno zwiedzający, jak i sami pracownicy MOBA często zaśmiewają się na wystawach. Cash Peters w książce „Gullible’s Travels” Zestawia to zachowanie z normami obowiązującymi w takich muzeach, takich jak J. Paul Getty Museum – nawet jeśli zwiedzający uważają, że wystawiana tam sztuka jest zabawna, to okazywanie rozbawienia jest nie na miejscu.
W 2006 roku Louise Reilly Sacco uczestniczyła w dyskusji panelowej z udziałem ekspertów w dziedzinie architektury i sztuki odnośnie do standardów piękna i brzydoty w sztuce, opublikowanej potem w „Architecture Boston”. Sacco zwróciła uwagę na fakt, że wycieczki ze szkół średnich o profilu artystycznym najpierw odwiedzają MOBA, a dopiero potem Museum of Fine Arts w Bostonie (MFA). Według Sacco „MOBA na swój sposób uwalnia dzieci, które w tym wyjątkowym muzeum mogą bez obaw śmiać się, wyrażać opinie i bronić swoich racji. Dopiero bogatsi o to doświadczenie odwiedzają MFA, gdzie normalnie czuliby się skrępowani… Może brzydota nas uwalnia?”. Sacco uważa, że skrajna brzydota jest bardziej uderzająca niż wyjątkowe piękno i to popycha ludzi do skupiania się na wadach, czy to w sztuce, czy w życiu. Rodzi się brak tolerancji dla fizycznych niedoskonałości, co przejawia się na przykład tym, że niektórzy rodzice likwidują wady w twarzach swoich dzieci, aby oszczędzić im cierpień w przyszłości.
Jason Kaufman, wykładowca socjologii kultury na Harvardzie, napisał, że MOBA jest częścią trendu w kulturze, który nazywa irytacjonizmem. Polega on na tym, że masowe środki przekazu promują występy i artystów, którzy sprytnie wykorzystują potęgę kiczu. MOBA uosabia ten trend i obrazuje jego główny cel, którym jest wyśmiewanie systemu odróżniania sztuki dobrej od złej. Kaufman uważa, że „piękno MOBA, choć piękno to z pewnością nie najlepsze słowo, polega na tym, że muzeum z każdej strony podważa kryteria estetyki”.
Deborah Salmon z The New York Timesa uważa, że sukces MOBA jest częścią trendu rodzącego się wśród dzisiejszych artystów i odbiorców sztuki. Abstrakcyjna i nowoczesna sztuka, jaka pojawiała się na początku XX wieku, była trudna w odbiorze, co sprawiło, że grono jej odbiorców zawęziło się. Znajduje to potwierdzenie w fakcie, że „przeciętny Amerykanin uważa muzea za miejsca przytłaczające, rządzone przez szereg ekspertów, których gusta i rytuały wydają się być równie tajemnicze jak u księży bizantyjskich”. Salmon uważa, że zła sztuka jest w modzie, ponieważ z założenia odrzuca antysentymentalizm, który był zarzucany artystom takim jak Norman Rockwell czy Gustave Moreau. Wielbiciel MOBA, Garen Daly, w 1995 powiedział: „Często bywam na otwarciach wystaw i muszę przyznać, że to dość sztywne imprezy”, natomiast MOBA dostarcza wrażeń innego rodzaju.

### MOBA w badaniach naukowych
W przeprowadzonych badaniach naukowych Muzeum Złej Sztuki stanowiło punkt odniesienia dla rzeczy szczególnie paskudnych. W badaniu opublikowanym w Perspectives on Psychological Science testowano konsekwencję w ocenianiu jakości różnych dzieł sztuki przez dwie grupy badanych, z których jedna miała dawać oceny instynktowne, a druga logiczne i poparte argumentacją. W testach wykorzystano dzieła ze zbiorów MOBA i z nowojorskiego Museum of Modern Art (MoMA), które miały być oceniane w skali od „bardzo atrakcyjny” do „bardzo nieatrakcyjny”. Badanie wykazało, że oceny osób kierujących się logiką nie były ani bardziej trafne, ani nie odznaczały się większą konsekwencją. Obie grupy uznały prace MoMA za lepsze, ale to czy ocena była kierowana rozumem, czy instynktem nie miało znaczenia. Dowiedziono także, że osoby ostrożne w sądach, uznawały sztukę MOBA za mniej nieatrakcyjną niż te, które nie zastanawiały się zbyt długo nad oceną. Badanie wykazało, że osoby, które szybko podejmują decyzję, są w tym bardziej konsekwentne, bez względu na to, czy decyzje te są trafne.
Badanie opublikowane w „British Journal of Psychology” sprawdzało jak w dziełach sztuki o różnej jakości postrzegana jest kompozycja. Uczestnikom badania zaprezentowano piętnaście dzieł z ArtCyclopedii, autorów takich jak Paul Gauguin, Georgia O’Keeffe i Georges-Pierre Seurat oraz piętnaście obrazów z MOBA, autorstwa Douga Caderette’a, D. Alix i autorów nieznanych. W każdej pracy przesunięto jeden element w pionie lub w poziomie. Badanym pokazywano jednocześnie oryginalną i zmienioną wersję obrazu, a ich zadaniem było wskazanie oryginału. Naukowcy zakładali, że badanym łatwiej będzie zauważyć równowagę i kompozycję w tradycyjnych dziełach i że uznają oni, że zmiany wprowadzone do obrazów z tej grupy bardziej odbiły się na jakości. Okazało się jednak, że sama kompozycja nie jest dla badanych wyznacznikiem jakości dzieła. Większość z nich potrafiła wskazać oryginalny obraz, zarówno w dziełach z ArtCyclopedii, jak i z MOBA.